# أدولف إيفار أرفيدسون

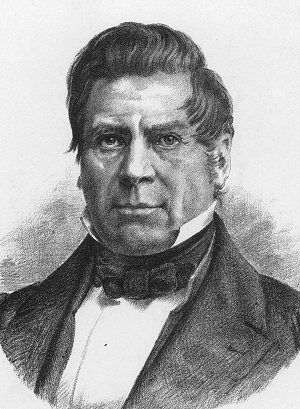
أدولف إيفار أرفيدسون.

أدولف إيفار أرفيدسون (Adolf Ivar Arwidsson؛ باداسيوكي، 7 أغسطس 1791 -، 21 يونيو 1858) صحفي سياسي وكاتب ومؤرخ فنلندي. انتقدت كتاباته الحالة الفنلندية في ذلك الوقت باعتبارها دوقية كبرى تحت حكم القياصرة الروس. كلفه نشاطه الكتابي فقدان عمله كمحاضر في أكاديمية توركو الملكية فاظطر أن يهاجر إلى السويد، حيث واصل نشاطه السياسي. تعتبر الحركة الوطنية الفنلندية أرفيدسون العقل الموجه نحو فنلندا المستقلة.